# 12859 Марламур
12859 Марламур (12859 Marlamoore) — астероїд головного поясу, відкритий 18 травня 1998 року.
Тіссеранів параметр щодо Юпітера — 3,576.